# Костур (град)
Вижте пояснителната страница за други значения на Костур.
Ко̀стур (на гръцки: Καστοριά, Кастория) е град в северозападната част на Егейска Македония, Гърция. Градът е център на дем Костур в административната област Западна Македония, както и на Костурската епархия на Църквата на Гърция. Известен е с красивото си местоположение и с многобройните си средновековни църкви. Център на кожухарството от византийско време до днес.

## География
Костур е разположен на шийката на скалистия полуостров Горица или членувано Горицата (на гръцки Корица) в Костурското езеро, в Костурската котловина, на 703 m надморска височина. Лежи в източното подножие на планината Саракина (Агия Триада). Отдалечен е на 35 km от Преспанското езеро и се смята за един от най-красивите в Егейска Македония.

### Костурско езеро
Езерото е с площ 28 km2, а водосборният му басейн e 253 km2. Дълбочината на езерото е приблизително 9 m. Езерото е дълго 30 km и има обем от 100 000 000 m3 вода. Езерото е оформено през миоцена преди около 10 милиона години и е остатък от много по-голямо езеро от 165 km2, заемащо цялата Костурска котловина. В езерото се вливат 9 малки реки, а то се оттича чрез реката Гьоле, която се влива в Бистрица (Алиакмонас) южно от село Ново Костараджа (Нео Костарази). В района на езерото се срещат над 200 вида птици, а самото езеро е второто по улов на риба в Гърция.

### Махали
Скалистият рид, на който се е развил историческият град Костур, е с максимална височина 75 m над нивото на езерото – в района на хотел „Ксения дю Лак“, и завършва със стръмни склонове, вариращи от 34% на север и 26 – 29% от югозападната и югоизточната страна. Ридът започва близо до провлака – широк в ΧΧΙ век 400 m, и се разклонява след високата си точка на юг в Митрополитската махала и на изток в махалата Елеуса, където се слива с хълма Свети Атанасий. Тази конкретна морфология позволява амфитеатрална гледка от града, със северна, югоизточна и югозападна ориентация и винаги с изглед към езерото и по-широката околност. Равните зони на Костур са единствено провлакът и махалите Долца (Долцо) на югоизток и Позери (Апозари) на североизток. В района на провлака, извън градските стени е тържището, известно като Стар пазар (Σταροπάζαρο). Освен Долца и Позери, част от другите махали и местности също традиционно носят български имена - Горица, костурския полуостров, Гълъмбица, пещера на полуострова, Драгор (Митрополийската) махала, Севериотикос, северната махала. Топлият извор при водениците в западната част извън града се е казвал Топлица, а суходолицата към Апоскеп - Сушица.

### Драконова пещера
От южната страна на полуострова се намира Драконовата пещера, само на около 15 метра от брега на Костурското езеро. В 60-те години на XX век пещерата е картографирана и са открити в нея подземни езера, зали с различна големина и 5 коридора. Най-голямата дълбочина, до която пещерата достига е 18 метра, а средната температура е 16 – 18 С. В пещерата най-впечатляващото откритие са кости на пещерно животно, на възраст 10 000 години. Според легендата пещерата е златна мина, която се пази от дракон.

## История

### Основаване
„... и консулът навлезе в Еордея и след като опустоши страната във всичко посоки, продължи към Елимия. След това нахлу в Орестида и нападна град Келетрум, който лежеше на полуостров; езеро обграждаше стените му; тясна ивица земя е единствената връзка със сушата. Първоначално местните, разчитайки на позицията си затвориха вратите и отказаха на предложението да се предадат; но когато видяха как знамената излизат напред и костенурката се приближава към вратите и провлакът се изпълва с множество вражески войници, в паника те се предадоха без да започнат битка.“
Костур е наследник на орестийския град Келетрум (на латински: Celetrum, което би дало старогръцкото Κέλετρον, Келетрон), споменат от римския историк Тит Ливий в Ab Urbe Condita Libri в разказ за II век пр. Хр.
„Имало град в Тесалия на име Диоклецианопол; в древността бил богат град, но с течение на времето упада вследствие на нападения над него от варвари и вече отдавна е безлюден. В съседство с него има езеро, което се казва Кастория. В средата на езерото има остров, обкръжен с вода. Само един тесен проход към него остава свободен от езерото, не повече от 15 стъпки. На този остров се издига много висока планина; половината от нея се омива от езерето, а другата половина се издига над острова. Затова нашият император, като остави настрана мястото на бившия Диоклецианопол, тъй като този град бил крайно достъпен и вече е бил претърпял, както казах, много беди, построи на този остров много силен град и както е естествено му даде своето име“.
Името Кастория (Καστοριά) се появява за първи път у византийския историк Прокопий Кесарийски в VI век в произведението му „За постройките“, като име на езерото. Според Прокопий естествената защита на полуострова привлича вниманието на византийския император Юстиниан I, който премества на полуострова древния град Диоклецианопол, намирал се на 4 km южно от днешния град. Това изоставяне на старите римски градове и „пренасянето“ им в по-добре укрепени селища е типично за ранновизантийската епоха. Юстиниан I укрепява новия град с двойни крепостни стени, останки от които могат да се видят и днес, и „му дава името си“, вероятно Юстинианополис (Ιουστινιανούπολις).

### Етимология на името
„Въ мѣх-у̀ръ наставка -уръ личи ясно срещу мѣх-ъ; сѫщо и въ кост-уръ „скелетъ, костникъ“, па и въ собств. име на гр. Кост-уръ, ако и да има насреща Castoria.“
За произхода на гръцкото име на града Καστοριά, Касторя има няколко хипотези. Според Константинос Амандос името идва от латинската дума castrum, крепост. Амандос твърди, че името Celetrum се дължи на неправилен препис на името у Ливий, при който Castrum е станало Celetrum. Парижкият кодекс от VIII век използва името Castra (множествено число на Castrum) по отношение на града. В по-късен текст е Καϊστορία, докато византийските историци от XI век насетне наричат и града и езерото Καστοριά. Има и други средновековни, както и текстове от XVII и XVIII век, които наричат Костур Κάστρον.
Хайнрих Гелцер смята, че гръцката форма Καστοριά произлиза от българското име Костур и е подражание на латинското Castrum. Български източници извеждат името от кост. Така например Търпо Поповски пише, че името произлиза от кост, защото местността прилича на скелет, откъдето идвала и гръцката форма на името Скелетрон. Видният български езиковед Стефан Младенов смята, че името Костур е от кост с наставка -ур, тоест „скелет, костник“.
Макс Фасмер и костурският изследовател Панделис Цамисис смятат, че името идва от старогръцката дума Κάστωρ, Кастор, което е името на митичния диоскур Кастор и значи „бобър“. Фасмер не се съгласява с Гелцер и смята, че българското име е вариация върху гръцкото, което от своя страна не може да се изтълкува от латинското Castrum. В езерото не живеят бобри, а видри, но може би са живели в миналото. Турската форма на името на града е Kesriye, Кесрие.

### Средновековие
Според български източници към средата на IX век Костур попада в границите на Първата българска държава. Петър Коледаров смята, че вероятно Костурско е част от новия български комитат Кутмичиница, образуван в ранните години на управлението на Борис I, между 853 и 856 година. И според него, и според Васил Златарски Костур е част от България по договора от 864 година. В 904 година българският статут се препотвърждава чрез договор на Симеон I за определяне на границата.
По време българо-византийските войни от края на X – началото на XI век е и следващото споменаване на Костур след Прокопий (споменаването на Диоклецианополис в „За темите“ от Константин VII Багренородни е анахронично, базирано върху „Синекдем“ от VI век). Във втората половина на X век градът продължава да е в български ръце, след смъртта на цар Петър I в 969 година и падането на Велики Преслав във византийски ръце в 971 година, в Костур и Преспа управлява единият от комитопулите Давид. Обявилият се за цар Самуил в 976 година насочва своите нападения на юг направо в Тесалия.
През пролетта на 1017 година византийският император Василий II Българоубиец, подсилен от руски наемници, нахлува в България и от Солун през Бер настъпва към Костур и се опитва да безуспешно да превземе града. Костур пада във византийски ръце вероятно по-късно същата година, или в 1018 година, тъй като в 1018 година император Василий II приема в града двете Самуилови дъщери.
В Костур са запазени няколко църкви от IX – X век: „Свети Стефан“, „Свети Архангели Митрополитски“, „Свети Безсребреници“ и „Света Богородица Кубелидики“. След установяването на Охридската архиепископия от Василий II през 1019 година, Костур става център на втората по важност епархия в нея, като неговият епископ носи титлата прототрон, тоест катедрата е първопрестолна след Охридската. Императорът дава на костурския епископ 40 клирици и 30 парици, защото „макар по-рано негли е имал той повече, ние обаче не искаме той да надминава архиепископа по броя на клириците и париците“. В това време в града има и силна еврейска община, чийто виден представител е равинът Товия бен Елиезер (около 1050 – 1108), автор на няколко съчинения.
В 1072 година, по време на въстанието на Георги Войтех, войводата на обявилия се за български цар Константин Бодин Петрила прави неуспешен опит да превземе града, което проваля въстаническото настъпление в Югозападна Македония и въобще предопределя смазването на въстанието.
„Вриений държеше Костур, както беше казано по-горе, така че императорът, който нямаше търпение да го прогони и да си върне владението на града, отново свика цялата си армия и след като ги снабди напълно с оръжия, необходими за обсада, а също така и за сражения на открито, той пое по пътя, водещ към крепостта. Разположението на града беше следото: има езеро, наречено Костур, в което се вдава полуостров, разширяващ се към края и завършващ със скалисти хълмове. На шийката на полуострова са изградени кули и преградни стени във формата на лагер, оттук и името на града Костур [Кастория]. При пристигането си императорът сметна, че би било най-разумно първоначално да разруши кулите и стените с ударните си машини. Но тъй като беше невъзможно войниците да се приближат до стените, освен от определена база, той първо направи палисаден лагер, след това построи дървени кули и ги свърза заедно с железни ленти, а след това от тях, сякаш от крепост, започна битка срещу франките. Обсадните машини и катапулти той изкара пред града, а след това денем и нощем се сражава и разруши част от стените. Обсадените обаче се съпротивляваха най-решително (те не се предадоха дори когато беше направен пробив в стената), така че императорът, виждайки, че не може да постигне целта си по този начин, замисли план, който беше дързък и умен. Трябваше да се изпратят няколко силни мъже с лодки и да се води война от двете страни едновременно, тоест от сушата и от езерото. [...] затова той изпрати Георги Палеолог в лодката с няколко смели войници и му заповяда да гребат до подножието на хълмовете и когато видят предварително уговорения сигнал, да се изкачат на билото в тила на врага и да влязат в града от неохранявания и по-лесен път. [...] Георги Палеолог хвърли котва под хълма и стоеше там готов и въоръжен [...] Още в ранни зори войниците на императора нададоха бойния си вик и побързаха да въвлекат латинците в битка на сушата. [...] Палеолог и хората му веднага се втурнаха нагоре по билото и се включиха в битката. Когато Вриений видя обсаждащите отвън и Палеолог напиращ срещу тях вътре, той не се предаде, а призова графовете да бъдат по-смели в съпротивата си. Но те се държаха много безсрамно [...] и веднага дезертираха при императора. Но Вриений, като смел човек, абсолютно отказал да премине към императора, но положил клетва никога повече да не вдига оръжие срещу него, при условие че императорът го направил безопасно придвижване до границите на Ромейската империя и там да го освободи да отиде в страната си. Императорът веднага удовлетворил молбата му и сам поел по пътя за Византион, увенчан с победа.“
През март 1082 година при норманското нашествие на Балканите Костур е превзет с пристъп от Робер Гискар, предводителя на норманите, веднага след падането на Драч. Покорена е и цялата околност на града. След като разбива сина на Робер Боемунд Отвилски при Лариса и, възползвайки се от заминаването на Боемунд за Италия да търси пари за войската си, през октомври-ноември 1084 година Алексий I Комнин настъпва срещу Костур заедно с военачалника си Георги Палеолог. Според разказа на Анна Комнина в „Алексиада“, тъй като стените на провлака правят невъзможно овладяването на Костур с щурм, император Алексий с лодки прекарва войска на гърба на полуострова – мястото, където след овладяването на града той е основал манастира „Света Богородица Мавровска“ – и оставеният за управник в града граф Бриен се предава.
През декември 1096 година кръстоносците от Първия кръстоносен поход (1096 – 1099) на Боемунд Тарантски разграбват околностите на Костур (Castoream), но заобикалят крепостта и отиват към Пелагония.
Според Йоан Кинам в 1152 или 1153 година Мануил I Комнин назначава братовчед си Андроник за управител в Ниш, като му „дал и Костур“, тоест го назначил за управител на България. Император Алексий III Ангел включва провинция Кастория (Provincia Castoriae) в хрисовула си от 1198 година, с който предоставя на Венецианската република особени търговски привилегии.
През първата половина на XIII век, след превземането на Константинопол от кръстоносците от Четвъртия поход и унищожаването на Византийската империя, районът на Костурско е поле на постоянни враждебни действия между новопоявилите се Епирско деспотство, Никейска империя, Латинска империя, както и Българското царство. След 1204 година, българският цар Калоян отново завладява Костур. Скоро обаче епирският деспот Михаил I Комнин, след като се съюзява с никейския управител на Тесалия и Македония Йоан Петралифа, като се жени за дъщеря му Теодора Петралифина, завладява града и го включва в държавата си.
През 1252 година Йоан III Дука Ватаци го отнеме от епирците, но през 1257 година Михаил II Комнин успява да си го върне. През 1259 година, след битката при Пелагония, император Михаил VIII Палеолог печели сблъсък при Костур и овладява града.
В началото на XIV век Костур е част от Тесалийското княжество на Йоан II Ангел Дука, който се титулува „дук на Велика Влахия и Костур“, а след смъртта му е във владенията на Стефан Гавриилопул. След смъртта на Гавриилопул в 1332/3, император Андроник III Палеолог овладява града, но в 1334 година той е предаден за кратко на Сърбия от Сиргиан Палеолог.
Около 1342/3 година Стефан Душан, възползвайки се от Византийската гражданска война, нахлува в Западна Македония и завладява голяма част заедно с Костурско, включвайки го в силното по това време Душаново царство. В 1350 година сръбското владеене на Костур е потвърдено в Солун от договора между Стефан Душан и император Йоан VI Кантакузин. След смъртта на Душан, Костур е седалище на Симеон Урош. По-късно градът е във владенията на епирския владетел Тома II Комнин, за кратък период Костур е владение и на Радослав Хлапен. След това Костур влиза в Княжество Музака при Теодор II Музака, който е в спор за града с крал Марко. Овладян е от османците в средата на 80-те години.

#### Средновековният град Костур
Средновековният град е разположен на широката част на шийката на полуострова до непристъпните източни склонове на Костурския хълм Свети Атанасий. Приблизителната му площ е 65 ha. От запад на изток дължината на града е 900 m, а от север на юг ширината е около 1000 m с малкия полуостров на юг. Провлакът, който свързва полуострова на езерото с планината Саракина (Псалида) днес е широк 400 m, но през Ранното средновековие това разстояние според Прокопий е било само 15 стъпки, тоест 5 m. В миналото полуостровът може да е бил остров, присъединен към сушата, след спадане на нивото на езерото.
Данни за населението на града през Средновековието не са запазени, но жителите се изчисляват на около 5000 – 6000 души, тъй като в първите години на османската власт са регистрирани около 1000 семейства. Етническата картина на града е пъстра и се състои главно от гърци, българи и евреи.

### В Османската империя
Завладяването на Костур от османците става в 1385 година, вероятно от Хаджи Гази Евренос бей. Единствената конфискувана и обърната в джамия църква е „Свети Йоан Предтеча“, а другите са новопостроени от мюсюлманите. В края на Османското владичество в града има седем джамии, две медресета, три текета, два хамама, две руждиета (средни училища) и мектеб (основно училище).
1. Дженкеран, 2. Кожухарска, 3. Шивашка, 4. Попска, 5. Рибарска, 6. Търговска, 7. Сарачка, 8. Златарска, 9. Железарска, 10. Шапкарска, 11. Сервиотска, 12. Продром, 13. Никола Драгута, 14. Фанариотска, 15. Света Параскева, 16. Казанджийска, 17. Апостол Грубеша, 18. Изгуро, 19. Касапска, 20. Еврейска
В XV век в Кестрис са отбелязани поименно 741 глави на домакинства. В преброителен османски дефтер от средата на XV век (№ 237) градът заедно със селата Лонка, Дупяк, Горенци и Жепчища е в хаса на Караджа бег, субашия на Костур. Хасът има годишен приход от 112874 акчета, от които само градът 102 804 акчета. Приходите са предимно от риболов (23 000), баждарина (23 000), десятък от лозя (24 780), испенче (21 372) и ниябет (6000). Градът има 20 махали - 19 християнски и 1 еврейска, от които 11 носят имена на занаяти, което говори, че в Костур има сравнително много занаятчии.
Населението от XV до XIX век е както следва:
| Година | Мюсюлмани | Християни | Евреи | Общо ханета | Общо жители |
| 1445   | 22        | 792       | 84    | 898         | 3800        |
| 1519   | 67        | 732       | 8     | 807         | 3700        |
| 1550   | 83        | 663       | 10    | 756         | 3250        |
| 1570   | 169       | 644       | 12    | 825         | 3250        |
| 1900   | 415       | 690       | 170   | 1275        | 6190        |

Тая крепост е правена от Йогани Фликосъ (?). После Коджа султан Мурад II със сила я е взел от гърците и дал ѝ името Кесрие. Това место е още собственост на милостивата султанка Фатме, сестра на султан Мурада и майка на Джанбулад заде Хюсеин бей. Управлява се срещу четирисет товара пари. Сегашният управител е мюлтезиминът Топханели Кадри ага, който е военен. Каазата е от сто и петдесет акчета. Има сто и десет села. Крепостта, която е шестоъгълна, се намира на западната страна на езерото във вид на остров въз голи скали. Стените и са много високи. Към запад има двойни крепки железни врата. По стените има наредени разни военни оръжия. Един път венетийците с хитрост и ноще влезли през тия врата и останали в крепостта. Това дошло много мъчно на гърците, които поискали съдействие от гази Евренос бей, който превзел крепостта и от тогава, слава Богу, тя е останала у турците. Има един крепостен началник, петдесет войника, сметководец, баждарин, градски кехая и харач ага. В крепостта, дето гърци никак нема, има двеста къщи войнишки. Има складове за жито и за стреливо. Стреливото и топовете са малко, но всека нощ пазачи обикалят крепостта и бият тъпани. До портите на крепостта се намира малката джамия на валиде-султана. Има и джамията Султан Сюлейман и Кадийската джамия. Варошът се състои от двайсет махали, от които шестнайсет са гръцки и една еврейска. Къщите са както в Цариград на катове и край брега на езерото. Заедно с бедните в Костур има две хиляди и петстотин къщи, които гледат все към езерото и всички, както ѝ самата крепост, се намират на западната страна на езерото и въз голи скали. Улиците са много тесни. Има само училище, защото турците са малко и населението е лениво. Хората живеят богато, горделиво и весело. Има два тъмни хамама, единият от които е край пътя и взима водата си от езерото. През зимата работи всекой ден, а през летото населението нема нужда от хамам, защото се къпят в езерото. Има сто дюкяна, от които повечето са бакалници и продавачи на суха риба. Всички градски улици са покрити с гладки каменни плочи. Има седемдесет черкви, пълни със свещеници и митрополити. Както от Цариград тъй и от много други места дохождат на поклонение. Има до три хиляди лозя. Ширата и белият хляб се славят. По причина, че климатът е много добър, в Костур се намират такива хубави гръцки момчета, които немат пример и на остров Хиос. Има и много хубави момичета, които като покажат полите на своите копринени фустани, приличат на райски пауни и пленяват ума на любещите.
В 1705 година известният костурчанин Георгиос Касториотис основава в Костур, в махалата Музевики Училище за свещени писания. За функционирането на това училище Касториотис депозира голяма сума пари във Венеция. В 1843 година в града е създадено взаимоучително училище, а в 1860 година отвраря влати и девическо.
В XIX век, независимо че почти цялата околност на Костур е населена с българско население, самият град, който е митрополитски център, има предимно гръцки облик и от него гъркоманията се разпространява в околните български села. Васил Кънчов пише в 1900 година в „Македония. Етнография и статистика“: „Прѣзъ срѣднитѣ вѣкове Костуръ билъ побългаренъ, но въ крѣпостьта все сѫ остали запазени гръцки останки, които прѣзъ врѣме на турското владичество сѫ елинизирали всичкото християнско население на града. Прѣзъ XIX. в. Костуръ се е подигналъ съ кожарската си индустрия и прѣзъ това врѣме се селили въ града много българи отъ околностьта, които постоянно се погръчвали. Едва въ послѣдното десетолѣтие тамъ се закрѣпи малка българска община.“ С развитието на Българското Възраждане във втората половина на века движението за българска просвета стига и до Костурско. В началото на XIX век френският консул при Али паша Янински Франсоа Пуквил пише за Костур:
| „ | …околните жители, разбират само своя език, българският… | “ |

Гръцкият просвещенец Атанасиос Псалидас пише в своята „География“ (1818 – 1822):
| „ | Кастория, малък град на езерото със същото име, обитаван от българи, турци и гърци – всички неуки и лишени от занаяти. | “ |

През турското владичество Костурско, Преспанско и Охридско падат под властта на отделни арнаутски феодали. Османлиите заварват там преимуществено българско население. Димитър Миладинов пише на 24 октомври 1857 г.:
| „ | …в тъмницата проникнаха слънчеви лъчи и те (фанариотите) не могат вече да лъжат, както в Костур, гдето преди петдесет години фанариотите проклеха българския език и само гражданите се погърчиха, докато всички селяни около Костур са славяни без никакъв примес, което се доказва от техния език и техните песни… | “ |

В 1869 година австрийският консул Петер Окули пише:
| „ | Жителите на отдалеченото на 20 часа оттук градче Костур са албанци и гърци, но всички села около Костур до Караферия се обитават изцяло от българи, в чиито селски училища не се учи български, а гръцки език. Сега българите уволнили всички учители по гръцки език, които единствено със застъпничеството на гръцките епископи получавали както назначението, така и съответната заплата, назначили български учители и заявили на гръцките духовници, че отсега нататък и богослужението трябва да се извършва на български език. | “ |

Според Константинос Вакалопулос в 1850 година Костур има 6000 жители – 4500 гърци, 1000 евреи и 500 турци. Основната му индустрия става кожухарството и градът произвежда големи количества кожи. Александър Синве („Les Grecs de l’Empire Ottoman. Etude Statistique et Ethnographique“) в 1878 година пише, че в Кастория (Castoria) живеят 6000 гърци. В „Етнография на вилаетите Адрианопол, Монастир и Салоника“, издадена в Константинопол в 1878 година и отразяваща статистиката на населението от 1873 година, Кастория е показан като град с 1600 домакинства и 2000 жители мюсюлмани, 650 българи, 700 гърци и 750 евреи.
Българският свещеник Търпо Поповски от Косинец е в основата на организирането на първото българско училище в град Костур в учебната 1882 – 1883 година. След скандал между учителите Григорий Бейдов от Косинец и Златко Каратанасов от Бобища Поповски поема ръководството на училището в началото на следващата учебна година. За учебната 1883 – 1884 година Екзархията първоначално решава да спре финансирането на училището в Костур, но Поповски заедно с околните села, се застъпва за оставането на български учители в града и пише до Екзархията, а йеродякон Бейдов отива лично до Цариград и Екзархията впоследствие променя решението, произвежда Бейдов в йеромонашески чин за Костурския параклис и нарежда на учителите да останат в града.
„Костуръ е разположенъ покрай езерото съ сѫщото име по една тѣсна висока ивица, които свързва доста обширенъ полуостровъ въ страната. Улицитѣ сѫ послани лошо, или никакъ и сѫ много кални. Изгледътъ на кѫщитѣ отъ къмъ езерото е доста живописенъ. Градътъ брои 1300 кѫщи, отъ които 350 сѫ мухамедански, 100 еврейски, – тѣ не смѣятъ да градятъ повече отъ сто кѫщи, защото ще ги подпалятъ, така ме увѣряваха доста сериозно, – а останалитѣ кѫщи сѫ български и гръцки; но всичкитѣ хора говорятъ гръцки. Благодарение на църковното влияние, на училището и на лѣкарската дѣятелность – жителитѣ сѫ почти погърчени, макаръ тѣ и да сѫ славяне. Българската пропаганда се доста сили, за да спечели изгубената почва, но, както се вижда, напразно.
Новоотвореното българско училище брои не повече отъ 30 ученика, отъ които половината сѫ отъ околнитѣ български села. На гръцки се говори и въ кѫщата на водителя на българсвата партия, а сѫщо и въ малкото аромѫнски фамилии, както напр. въ кѫщата на богатия търговецъ Джатасъ, дѣцата на когото не разбиратъ аромѫнски. Отъ гръцка страна се прави всичко, за да се задържи сегашното положение; училищата се посѣщаватъ отъ много ученици, иматъ хубави здания и добри учители. Гръцкия фанатизмъ отива толкозъ далече, че оничтожаватъ всички български надписи изъ черквитѣ и ги замѣстятъ съ гръцки. При все туй въ височината на една черква намѣрихъ образитѣ на Св. Кирилъ и Методий, които сѫ запретени въ гръцкитѣ черкви.
Битолския консулъ, господинъ Погачеръ, се е научилъ, когато е билъ въ Костуръ, че Костурския владика изгорилъ единъ сандъкъ съ български документи, които той намѣрилъ въ една часна кѫща. Славянскитѣ имена сѫ се запазили, пъкъ и въ гръцкия говоръ (диалектъ) се срѣщатъ доста славянски думи. (Напримѣръ: татка – баща, ветерасъ – вѣтъръ, оча – око, голна – голъ, гушоглавъ – недовършенъ и много други.)... Водата на Костурското езеро не е тъй чиста и студена, както онази на Охридското езеро. Сѫщо и рибитѣ сѫ по-малко.“
Към 1900 година според статистиката на Кънчов градът брои 6190 жители, от които 300 българи-християни, 1600 турци, 3000 гърци, 300 арнаути, 750 евреи и 240 цигани.
На Етнографската карта на Битолския вилает на Картографския институт в София от 1901 година Костур, център на каза в Корчанския санджак, има 1762 къщи, от които 800 къщи български, 800 къщи турски, 12 къщи влашки, 120 къщи израелитски и 30 къщи цигански. 2310 къщи от българските села и 790 къщи от смесените села в казата или общо 3100 къщи български признават юрисдикцията на българския екзарх, а останалите 800 български къщи от града, 3419 къщи от чисто българските села и 983 къщи от смесените села в казата, общо 5202 къщи български признават юрисдикцията на Вселенската патриаршия. Влашките къщи - 12 в Костур, 8 в Загоричани, 180 в Хрупища и 800 в Клисура, общо 1000, както и православните албански 225 къщи признават юрисдикцията на Вселенската патриаршия.
По данни на секретаря на Българската екзархия Димитър Мишев („La Macédoine et sa Population Chrétienne“) в 1905 година в града има 400 българи патриаршисти гъркомани, 4000 гърци и 72 власи. В града функционират едно основно и едно прогимназиално българско училище и едно основно и едно прогимназиално гръцко. Към същата година в Костур действа българската църква „Света Петка“, ръководена от свещениците Захарий Николов и Михаил Гямов.
...азъ бѣхъ останалъ единствения българинь въ града. Възстанието се започна и въ началото то все ужась между гръцкото и турско население въ Костуръ. Нъ скоро пристигна много войска отъ Населица. Тукъ се настани и самиятъ командантъ Хюсейнъ паша. Колко войска се бѣше натрупала, не зная, нъ фактъ бѣше, че тя заминаваше и пакъ се завръщаше, безъ да може да потуши движението. На 24 юлий войскитѣ, които стоеха около града, почнаха да стрѣлятъ върху двама дюлгери отъ Апоскепъ, които влизаха въ града. Турското население силно се растревожи и се завзе за оръжието. То се спусна по ханищата да търси българи изъ селата и да ги нападне. Тъкмо тогава докараха въ Подзери на брѣга на езерото българския свещеникъ Василий отъ с. Личища заедно съ сина му. Трагична бѣ неговата смърть. Нещастниятъ свещеникъ, съ свързани отзадъ рѫцѣ, не успѣ да го прѣдставятъ на командантина. Разярената тълпа се хвърли върху него, колъ му заби въ устата и го посипа съ камъни. На другата страна на езерото, по пѫтя къмъ Фурка, солдати застигнаха българския свещеникъ Костадинъ отъ Четирогъ и го убиха. Отпослѣ той се намѣри съ отрѣзана глава и промушенъ на нѣколко мѣста. Сѫщиятъ день съ камъни бѣха убити и четирима първенци отъ с. Мокрени. Азъ яко се затворихъ въ кѫщи. Полицейски ме потърсиха. Прѣдложи ми се да напусна квартирата, дѣто живѣехъ, и да се прѣнеса въ друга, или заедно съ сѣмейството си да се поселя въ нѣкой ханъ. Помислихъ си, че и за менъ е настѫпилъ критическия моментъ. Не се съобразихъ съ исканието на полицията. Вика ме командантинътъ и ме покани като духовенъ глава да съвѣтвамъ съ писма населението по селата да не се бунтува. Азъ се отказахъ отъ такъва една услуга да направя, като обяснихъ на пашата, че възстаналото население не се усмирява съ думи, а съ орѫжие. Командантинътъ ме отпусна. Не се боехъ вече, нъ и вънъ не се показвахъ. Пазарь никакъвъ не ставаше, нищо не се внасяше отъ вънъ. Цѣнитѣ на продуктитѣ за ядене много се покачиха. Една ока брашно стигна да се продава 5 гроша. Вече не можеше да се живѣе. Населението почти гладуваше. Дойде и 14 августъ. Въ града пристигнаха многобройни войски. Всички училища се отвориха за войскитѣ. На 17 поканиха и мене да отворя българското училище. Съгласихъ се да направя това, като помолихъ да ми се даде кѫсъ срокъ, за да се изнесатъ вещитѣ отъ училището и параклиса. До като азъ се готвѣхъ да направя това, гръцкиятъ владика Каравангели влѣзълъ съ войска, изпочупилъ портретитѣ въ училището и кандилата въ параклиса, като е грабналъ и изнелъ по скѫпитѣ вещи. Войскитѣ едва прѣди мѣсецъ освободиха училището. Повикаха ме да ми го прѣдадатъ, ала азъ не го приехъ, защото въ него и параклиса останаха само голи стѣни. Властьта тогава го запечати, та и до сега стои така. Нъ гръцкиятъ владика не се задоволи само съ тоя си подвигъ. Той се възползува отъ положението, когато цѣлата страна бѣ окупирана отъ многобройни войски, излѣзе по селата и извърши редъ злодѣяния, за които ца друго мѣсто би билъ сѫденъ като истински разбойникъ. Той прѣдлагаше на населението и на свещеницитѣ да подписватъ заявления, че ставатъ гърци. Който се противѣше, убиваше се. Така мѫченически загинаха по исканието на гръцкия митрополитъ, освѣнъ двамата свещеници, които по-горѣ споменахъ, още и свещ. Михаилъ стъ с. Апоскепъ, свещ. Трифунъ отъ с. Вишени, свещ. Данаилъ отъ с. Мокрени и свещеницитѣ отъ Черновища и Дрѣновени. А ония български свещеници, които не успѣха да убиятъ, хвърлиха ги въ затворъ, дѣто и до сега лежатъ. Чисти екзархийски села не останаха въ епархията. Нъ скоро бурята замина. Българското население сега вече гледа на гръцкия владика, като на най голѣмъ свой неприятель и счита себе си въ духовно отношение, така както е било прѣди възстанието. Даже и ония български села, които до възстанието сѫ зависѣли духовно отъ Патриаршията, сега я отхвърлятъ, като гледатъ дѣлата на владицитѣ. Подписанитѣ заявления прѣзъ врѣме на потушвание на възстанието отъ само себе се анюлиратъ.
Гръцка статистика от 1905 година представя града като смесен гръцко-турски с 6000 жители гърци и 1250 турци. Според Георги Константинов Бистрицки Костур преди Балканската война има 300 турски, 350 еврейски, 70 циганомохамедански и 780 гръцки къщи, от които 250 – 300 са със слабоелинизирано българско население. Според свещеник Златко Каратанасов от Бобища Костур има 2800 къщи – 700 турски, 200 еврейски и 1900 гръцки и български.
Според справочната таблица от бюлетина „Автономия“ на ВМОРО, по време на Илинденско-Преображенското въстание от 1903 г. градът дава 20 жертви.
При избухването на Балканската война 15 души от Костур се включват в Македоно-одринското опълчение.

### В Гърция
На 11 ноември 1912 година, по време на Балканската война в градчето влизат гръцки войски и след Междусъюзническата война в 1913 година Костур остава в Гърция. На 12 ноември 1912 година гръцки войски окупират българското училище в Костур и го превръщат в казарма, и извършват нападение над Костурската българска митрополия. В града тържествено влиза водената от войводата Васил Чекаларов Костурска съединена чета, посрещната от членовете на българската община, начело с архерейския наместник Панарет. Боривое Милоевич пише в 1921 година („Южна Македония“), че Костур има 50 къщи славяни християни, 50 къщи власи християни, 900 къщи погърчени славяни, власи и гърци, 800 къщи турци, 50 къщи цигани християни и 150 къщи евреи.
В 20-те години мюсюлманското население на града се изселва в Турция и на негово място са настанени гърци бежанци от Турция, които в 1928 година са 1355 или според други данни 137 семейства с 588 души. По други данни настанените бежанци в града са 109 до 1922 година и 1437 след 1922 година. За бежанците е направен нов квартал с типови къщи. В 1928 година в града има 2079 жители, родени в чужбина и 653 евреи.
В града има 26 политически убийства, а 3 души се изселват по официален път в България.
След разгрома на Гърция във Втората световна война в 1941 година Костур попада в италианската окупационна зона с комендант на града Алдо Вениери. В началото на 1943 година активността на ЕЛАС се засилва. Италианските власти започват да раздават оръжие на местните българи, а на 5 март 1943 година в Костур е сформирана „Македоно-български комитет“ с ръководители Пандо Макриев и Лука Диманов. След капитулацията на Италия през септември 1943 година те преминават на страната на германците.
През войната 763 костурски евреи са депортирани в концентрационни лагери на 24 март 1944 година, от които се завръщат живи 35. В резултат на недохранване и липса на витамини в града се наблюдава бързо увеличение на случаите на туберкулоза.
През Гражданската война в Гърция (1946 – 1949) районът около Костур е от централно значение за развитието на въоръжените сблъсъци. Образуват се големи партизански бази във Вич и Грамос, които са превзети до края на месец август 1949 година при битката на Вич и битката на Грамос. В самия град също се наблюдават последиците от войната – в обсадения Костур често има недостиг на основни стоки като дърва за огрев, керосин и храна. Още през юни 1949 година са преброени 77 822 бежанци от частично или напълно изоставени села в региона.
След Гражданската война на юг от града покрай езерото е създадено селището Амос, което в преброяването от 1961 година има 151 жители. По-късно е слято с града. Също така е създадено и селището Фурка, което в 1961 година има 755 жители, но по-късно също е слято с града.
Градът запазва традиционния си османски вид до началото на 70-те години на XX век, след което постепенно се разраства и променя. В 1977 година и отново в 1983 година традиционната част на Костур е обявена за място с особено историческо, фолклорно и архитектурно значение, което се нуждае от специална защита.
| Име     | Име         | Ново име                      | Ново име                        | Описание                                              |
| ------- | ----------- | ----------------------------- | ------------------------------- | ----------------------------------------------------- |
| Сушица  | Σούτσιστα   | Ксиропотамос                  | Ξηροπόταμος                     | река Ю от Апоскеп и С от Нов чифлик                   |
| Скърка  | Σκάρκα      | Схара                         | Σχάρα                           | местност във Вич, С от Апоскеп, СЗ от Сетома          |
| Рахтос  | Ράχτος      | Рахи                          | Ράχη                            | връх в Саракина, З над Костур                         |
| Кюри    | Κιουρί      | Авлос                         | Αὐλός                           | местност в Саракина, СЗ над Костур                    |
| Селица  | Σέλιτσ      | Певкон                        | Πευκών                          | връх в Саракина (1171 m), ЮЗ над Апоскеп              |
| Мики    | Μίκι        | Ники                          | Νίκη                            | връх във Вич (975 m), СЗ над Апоскеп                  |
| Ситофри | Σίτιφρη     | Фриди                         | Φρύδι                           | връх във Вич (1175 m), СЗ над Апоскеп и СЗ над Сетома |
| Буковик | Μπικοβίτικο | Ипсома Лохагу Георгиу Перцели | Ύψωμα Λοχαγού Γεωργίου Περτσελῆ | връх във Вич (1504 m), СЗ над Шестеово                |

| Година    | 1913 | 1920 | 1928  | 1940  | 1951 | 1961  | 1971  | 1981  | 1991  | 2001  | 2011  | 2021  |
| --------- | ---- | ---- | ----- | ----- | ---- | ----- | ----- | ----- | ----- | ----- | ----- | ----- |
| Население | 7800 | 6280 | 10308 | 10181 | 9468 | 11778 | 15407 | 17133 | 16156 | 15615 | 13387 | 12548 |

## Забележителности
Костур е богат на история и в него има запазени множество исторически забележителности. В града има Музей на македонската борба, който се помещава в къщата на гръцкия революционер от XIX век Анастасиос Пихеон, и Музей на народната носия, който се намира в къщата на гръцките революционери от XVIII век братя Йоанис и Панайотис Емануил, отворил врати в 1999 година. В Костур има и византийски музей, отворен в 1989 година и съдържащ една от най-големите колекции от византийски и поствизантийски икони. Освен икони в музея има гравюри, книги, скулптури, керамика, монети и други. В града се помещава етнографски музей в къща от XVI – XVII век, както и втори етнографски музей.
Много, добре запазени къщи от XIX век също представляват забележителност със своята архитектура и красота.

## Икономика
Освен Костурското езеро, широко известна черта на града е участието на местните жители в продължение на повече от 500 години в изкуството на кожухарството. Основна индустрия на града е щавенето на кожа и производството на висококачествени кожи. Изкуството на костурското кожухарство се състои от специфично използване на нанизани части (изрезки и кожи, които са нарязани), закрепени по уникален начин и чрез използване на специални техники.
Във втората половина на XX век доминира търговията с кожи от норки и всяка година в града се организира международно изложение на кожи. Други индустрии включват продажба и дистрибуция на местни продукти особено на пшеница, ябълки, вино и риба. В града е построен голям търговски център и има 16 местни радиа, 2 телевизионни станции, 5 ежедневни вестника и 7 седмичника. Летището на града се казва „Аристотелис“.

## Религия
Костур е център на Костурската епархия на Вселенска патриаршия, управлявана от Църквата на Гърция. В града е оцеляла една недействаща джамия – Куршум джамия.
В Костур има 80 църкви, от които 26 византийски църкви и те са основна негова забележителност. От X век са църквите „Свети Стефан“, „Свети Архангели Митрополитски“, „Свети Безсребреници“ и „Света Богородица Кубелидики“.
От двете страни на входа на църквата „Свети Архангели Митрополитски“ са изписани архангелите Михаил (вдясно от входа) и Гавриил (вляво), на които е кръстена църквата. От двете страни на Архангел Михаил са изрисувани българският цар Михаил II Асен и неговата майка царица Ирина Комнина. Църквата е една от най-старите в Костур и датира от IX – X век.
Църквата „Света Богородица Кубелидики“ е единствената триконхална църква, запазена до днес в района като декоративните тухлени елементи в нея наподобяват тези от „Свети Архангели Гимназиални“.
Край град Костур се намира и манастирът „Света Богородица Мавровска“. Манастирът е разположен на три километра югоизточно от Костур, на края на Костурския полуостров срещу село Маврово от другата страна на Костурското езеро, откъдето идва и името.
В региона около Костур също има много известни църкви и манастири, свързани с историята на Костурско.

### Иконография
Стилистичното сходство на фреските от XI век на църквите „Свети Архангели Митрополитски“ и „Свети Стефан“ показва връзката на града с други центрове на изкуството, като Кападокия и разбира се Константинопол. Повечето от стенописите от XII век се характеризират с изразителността на хората, величието и динамични форми. В същия XII век в Костур процъфтява училище по стенопис и иконопис, като много от творбите в костурските църкви показват влияния, получени от големите центрове на изкуството от онова време. „Свети Архангели Митрополитски“ и „Свети Стефан“ са двете църкви в Костур, които са запазили в значителна степен стенописите си от XIII век, като например фреските на Ирина Комнина, Михаил II Асен и Богородица.
През първата половина на XIV век, последователни военни кампании допринасят за спада на художествения живот на града. През втората половина на века има нов период на просперитет, по време на който се провежда всеобхватна програма на изработка на стенописи, изписани вероятно от местните работилници или от артисти, родом от Костур. Интелектуалният и артистичният живот на града продължава своя просперитет в XV век. Стилът на творбите от този период се отличава с отклонение от класическите елементи и въвеждане на иновативни артистични тенденции от Запада.

## Говори
До 1912 година в околностите на Костур преобладава българският език. Костурският български говор принадлежи към западните български диалекти и е най-югозападният български говор. Днес говорът е силно повлиян от гръцкия език и е в процес на изчезване. Една от основните отличителни черти на костурския говор са следите от запазен назализъм или комбинацията ън, ъм и ен, ем на мястото на старобългарските ѫ и ѧ – бъ̀нда, гъ̀мба, глѐндам, ерембѝца. Срещат се и форми без назализъм, като гласната може да е ъ, â (лабиално а) и ô (широко о) – мъ̀ка, ръ̀ка, път, мồка;пôт, мâка, пâт. Друга отличителна черта е съчетанието шч и съгласна ж или по-рядко ждж на мястото на праславянските *tj и *dj – лѐшча, Корешча, вѐжа, мѐжа, вѐжджа, мѐжджа.
Гръцкият диалект, говорен в Костур (Καστοριανά, Касториана), принадлежи към групата на полусеверните гръцки диалекти. Освен в града традиционно се говори от местното гръцко население в няколко села на юг като Лошница и Богатско.

## Спорт
Костур има футболен отбор – ФК Кастория, който в сезон 2011 – 2012 се състезава в гръцката четвърта дивизия. Тимът е създаден на 6 август 1963 година след сливането на трите съществуващи костурски отбора. Най-големият успех в историята на клуба е спечелването на Купата на Гърция през сезон 1979 – 1980 година. Отборът носи прякора „кожухарите“ (γουναράδες, гунарадес).

## Личности
Сред известните жители на Костур са талмудистът и поет от XI век Товия бен Елиезер, гръцкият архитект Аристотелис Захос, американският художник Лукас Самарас, северномакедонската политичка и художника Ягнула Куновска и българският журналист и революционер Лазар Поповски.

## Редовни събития
Всяка година в Костур се провежда фестивал, посветен на средновековна Византия, наречен „Алексиада“. Обикновено се провежда през лятото, като в 2012 година се състои от 31 август до 2 септември. Фестивалът включва музикални и танцови изпълнения, театрални постановки, литургии в „Свети Стефан“, образователни програми и други.

## Други
На Костур е наречена улица в квартал „Овча купел“ в София (Карта).

## Побратимени градове
Костур е побратимен град с:
- Ена, Италия
- Киев, Украйна
- Пловдив, България

## Галерия
- Поглед към медресето.
- Поптърповата къща.
- Южният кей.
- Северният кей.
- Паметник в двора на митрополията.
- Църквата „Свети Стефан“.
- Църквата „Свети Архангели Гимназиални“.
- Църквата „Свети Архангели Митрополитски“.
- Стенопис в „Свети Архангели Митрополитски“ с образа на Михаил II Асен.
- Музеят на народните носии.
- Панорама на града.
- Жилищни сгради.
- Костурската търговска камара.